# بيدرو ريبوتشو
بيدرو ريبوتشو (23 يناير 1995 بيابرة في البرتغال - ) هو لاعب كرة قدم برتغالي في مركز الدفاع. شارك مع منتخب البرتغال تحت 16 سنة لكرة القدم ومنتخب البرتغال تحت 17 سنة لكرة القدم ومنتخب البرتغال تحت 18 سنة لكرة القدم ومنتخب البرتغال تحت 19 سنة لكرة القدم ومنتخب البرتغال تحت 20 سنة لكرة القدم. أما مع النوادي، فقد لعب مع نادي غانغون وS.L. Benfica B ‏.

## وصلات خارجية
- بيدرو ريبوتشو على موقع الاتحاد الأوربي (الإنجليزية)
- بيدرو ريبوتشو على موقع اتحاد تركيا (لاعب) (الإنجليزية)
- بيدرو ريبوتشو على موقع قاعدة بيانات كرة القدم.إي يو (الإنجليزية)
- بيدرو ريبوتشو على موقع ليكيب (الفرنسية)
- بيدرو ريبوتشو على موقع Soccerbase.com (لاعب) (الإنجليزية)
- بيدرو ريبوتشو على موقع Soccerway.com (الإنجليزية)
- بيدرو ريبوتشو على موقع عالم كرة القدم.نت (الإنجليزية)
- بيدرو ريبوتشو على موقع AS.com (الإسبانية)